# Карлайл (Огайо)
Карлайл (англ. Carlisle) — селище (англ. village) в США, в округах Воррен і Монтгомері штату Огайо. Населення — 5501 особа (2020).

## Географія
Карлайл розташований за координатами 39°34′51″ пн. ш. 84°19′11″ зх. д. / 39.58083° пн. ш. 84.31972° зх. д. (39.580727, -84.319641).  За даними Бюро перепису населення США в 2010 році селище мало площу 9,67 км², з яких 9,15 км² — суходіл та 0,51 км² — водойми.

## Демографія
Згідно з переписом 2010 року, у місті мешкало 4915 осіб у 1866 домогосподарствах у складі 1430 родин. Густота населення становила 508 осіб/км².  Було 2066 помешкань (214/км²).
Расовий склад населення:
| - 98,3 % — білих - 0,4 % — чорних або афроамериканців - 0,1 % — корінних американців - 0,1 % — азіатів |

До двох чи більше рас належало 0,8 %. Частка іспаномовних становила 1,0 % від усіх жителів.
За віковим діапазоном населення розподілялося таким чином: 24,3 % — особи молодші 18 років, 60,6 % — особи у віці 18—64 років, 15,1 % — особи у віці 65 років та старші. Медіана віку мешканця становила 40,5 року. На 100 осіб жіночої статі у місті припадало 94,2 чоловіків;  на 100 жінок у віці від 18 років та старших — 92,4 чоловіків також старших 18 років.
Середній дохід на одне домашнє господарство  становив 62 149 доларів США (медіана — 51 506), а середній дохід на одну сім'ю — 73 670 доларів (медіана — 65 852). Медіана доходів становила 50 682 долари для чоловіків та 39 366 доларів для жінок. За межею бідності перебувало 8,8 % осіб, у тому числі 14,6 % дітей у віці до 18 років та 7,1 % осіб у віці 65 років та старших.
Цивільне працевлаштоване населення становило 2377 осіб. Основні галузі зайнятості: освіта, охорона здоров'я та соціальна допомога — 23,5 %, виробництво — 16,2 %, роздрібна торгівля — 10,2 %, науковці, спеціалісти, менеджери — 9,9 %.